# Eriopyga crocosticta
Eriopyga crocosticta är en fjärilsart som beskrevs av William Schaus 1903. Eriopyga crocosticta ingår i släktet Eriopyga och familjen nattflyn. Inga underarter finns listade i Catalogue of Life.